# أحمد غانم سلطان
أحمد غانم سلطان (8 أبريل، 1986 -) لاعب كرة قدم مصري محترف مدافع يلعب في صفوف نادي النصر المصري. وقد سار أحمد على نهج والده، وتخرج من أكاديمية الزمالك للناشئين، بالإضافة إلى أنه خاض تجربة احتراف في بولندا وأذربيجان.